# Niễng
Niễng hay củ niễng, giao bạch (tiếng Trung: 茭白; bính âm: Jiāobái), lúa bắp, lúa miêu (danh pháp hai phần: Zizania latifolia), là một loài cỏ sống lâu năm thuộc chi Zizania trong họ Hòa thảo (Poaceae). Nó cũng là loài duy nhất thuộc chi này có khu vực sinh sống bản địa là châu Á, trong khi các loài còn lại là bản địa Bắc Mỹ.
Với cả thân lẫn hạt đều ăn được nên nó được sử dụng như một loại cây lương thực-thực phẩm. Được thu hoạch từ niễng mọc hoang, hạt của nó từng là loại lương thực quan trọng ở Trung Quốc cổ đại:165. Là loại cây mọc trong vùng đất ngập nước, hiện nay niễng đã trở nên khan hiếm trong tự nhiên, và việc sử dụng làm cây lương thực đã biến mất hoàn toàn tại Trung Quốc và các nước trong khu vực châu Á, nhưng vẫn được người ta gieo trồng để lấy phần thân làm rau ăn:165.

## Miêu tả
Niễng trông giống lau, sậy, mọc ở dưới nước hay ở đất nhiều bùn, cao tới 1–2,5 m; rễ nhiều. Thân rễ và thân bò phát triển (đường kính 1 - 1,5 cm), thân đứng nhẵn, có phần dưới gốc to, xốp, phía ngọn gầy hơn. Lá hình mác, dài 0,3–1 m, rộng 2–3 cm, hai mặt đều ráp, hai bên mép dày lên. Cụm hoa hình chùy dẹp, dài 30–50 cm, trục to, nhiều nhánh, mang hoa cái phía trên có màu vàng xanh và hoa đực phía dưới màu tím.
Niễng cùng bộ Poales và họ Poaceae với lúa gạo, và cũng trổ bông, có hạt nấu cơm ăn được, nên trong tiếng Anh người ta gọi loài cây này gọi là lúa hoang (wild rice). Trong tiếng Trung nó được gọi là cô (菰). Loài cây này chậm lớn mùa đông, nảy nở vào mùa xuân, thu hoạch vào mùa thu. Hạt nó  gọi là giao bạch tử (茭白子), sau khi xay xát có thể nấu cơm được (điêu hồ phạn 雕胡饭).
Tuy nhiên, niễng thường bị một loài nấm than (Ustilago esculenta) nhiễm vào mầm ngọn mà phình ra thành củ niễng nên không thể trổ bông kết hạt được. Nếu người ta không thu hoạch củ niễng làm rau ăn thì ngọn này cũng bị thối mà chết. Người ta trồng niễng bằng cách gìn giữ những mầm chưa lớn, chưa bị nấm còn sống qua mùa đông, chứ không có hạt để gieo. Vì thế Niễng rất khó trồng, và không gây giống được nhiều.

## Gieo trồng

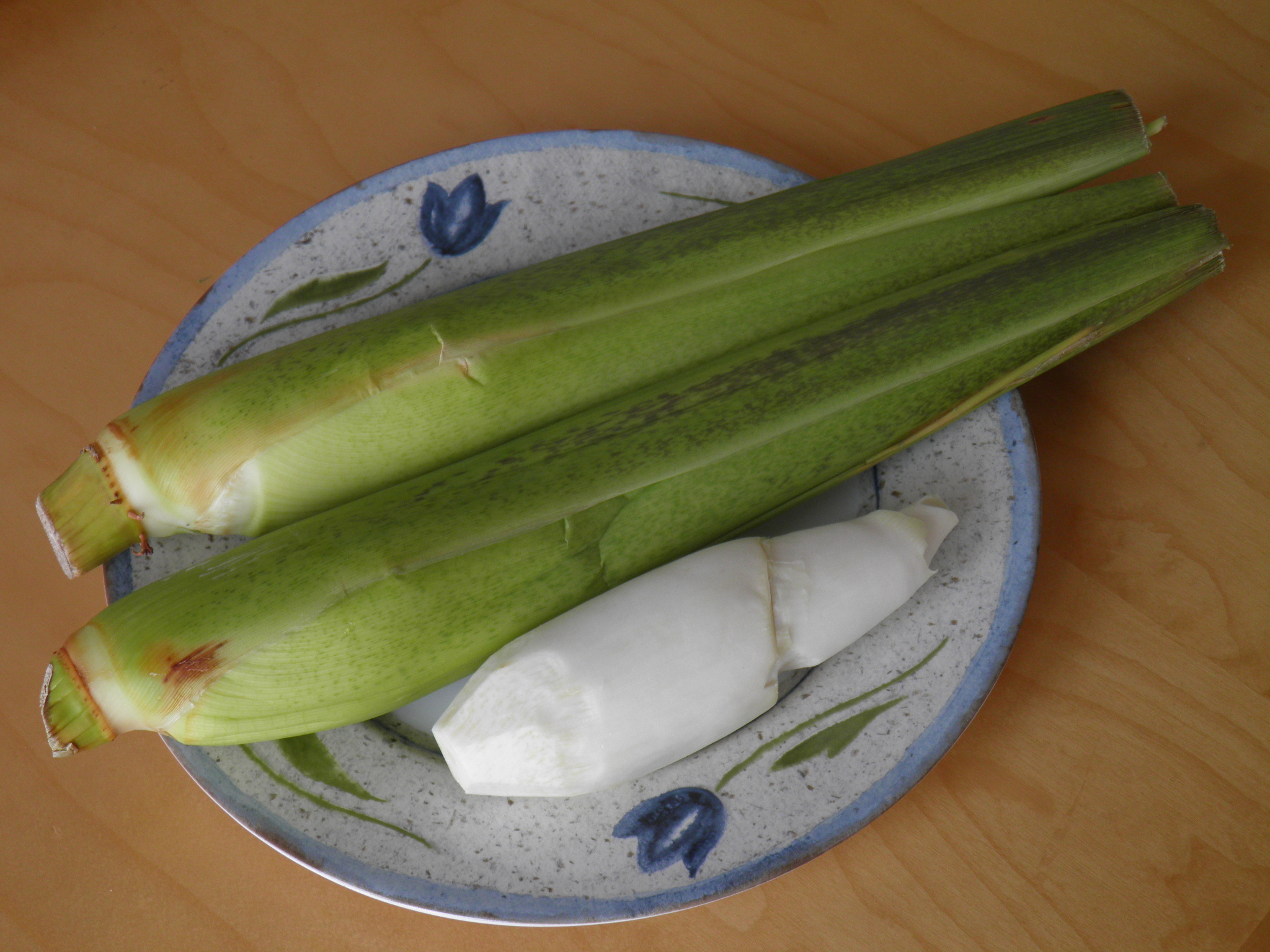
Củ niễng (Zizania latifolia) do nấm than gây ra.

Zizania latifolia từng được gieo trồng như một loại cây trồng trong khu vực châu Á. Sự thu hoạch mùa màng có thành công hay không phụ thuộc vào sự hiện diện của loài nấm than Ustilago esculenta. Hiện nay, người ta gieo trồng niễng để lấy phần thân phình to do bị nhiễm nấm than để làm rau ăn. Khi nấm nhiễm vào cây chủ nó làm cho thân niễng bị phì đại; các tế bào của nó gia tăng về kích thước và số lượng. Sự nhiễm nấm U. esculenta làm cho niễng không thể đâm bông kết hạt nên người ta nhân giống niễng nhờ sinh sản vô tính, bằng thân rễ. Các cây niễng mới bị nhiễm khuẩn có trong môi trường, nói chung là trong các khu trồng niễng. Phần thân phình to trong tiếng Việt gọi là củ niễng, còn tại Trung Quốc gọi là cao duẩn (高笋, gao sun) hay kal-peh-soon và giao bạch (茭白). Trong tiếng Nhật, nó được gọi là makomotake. Đoạn thân phình to rộng tới 3 đến 4 xentimét (1,2 đến 1,6 in) và dài tới 20 xentimét (10 in). Loài cây này đã được trồng trong nhiều thế kỷ tại Trung Quốc, ít nhất là khoảng 400 năm. Nó có mùi vị dễ chịu và mềm và được dùng để ăn sống hay chế biến thành các món ăn. Nó trở nên giòn khi được chế biến thành món xào. Mùa thu hoạch chính là cuối mùa thu, đầu mùa đông (tháng 9-11). 

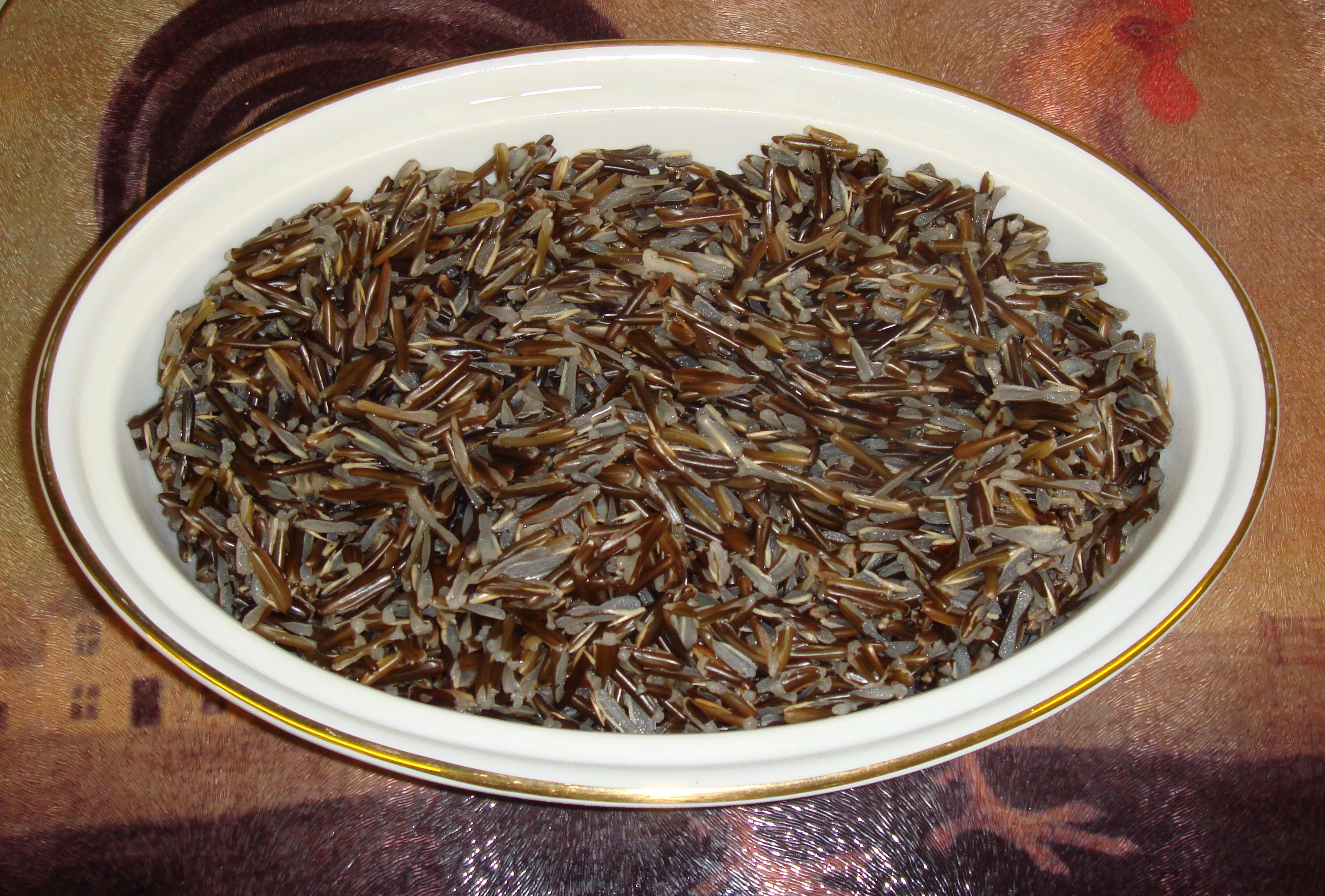
Hạt niễng nấu thành cơm.

## Công dụng

### Thảo dược
Cây niễng cho vị thuốc là giao bạch tử (茭白子 - Fructus Zizaniae) là hạt niễng phơi hay sấy khô.

## Thơ văn
Trong thơ Đường, có bài thơ "Trọ nhà Tuân Ảo ở chân núi Năm Cây Tùng - Túc Ngũ Tùng Sơn Hạ Tuân Ảo Gia" (宿五松山下荀媪家) của Lý Bạch, ông viết về việc được bà chủ nhà đãi một bát cơm nấu bằng hạt cây niễng, mà cảm ơn quá không thể ăn được.

## Hình ảnh

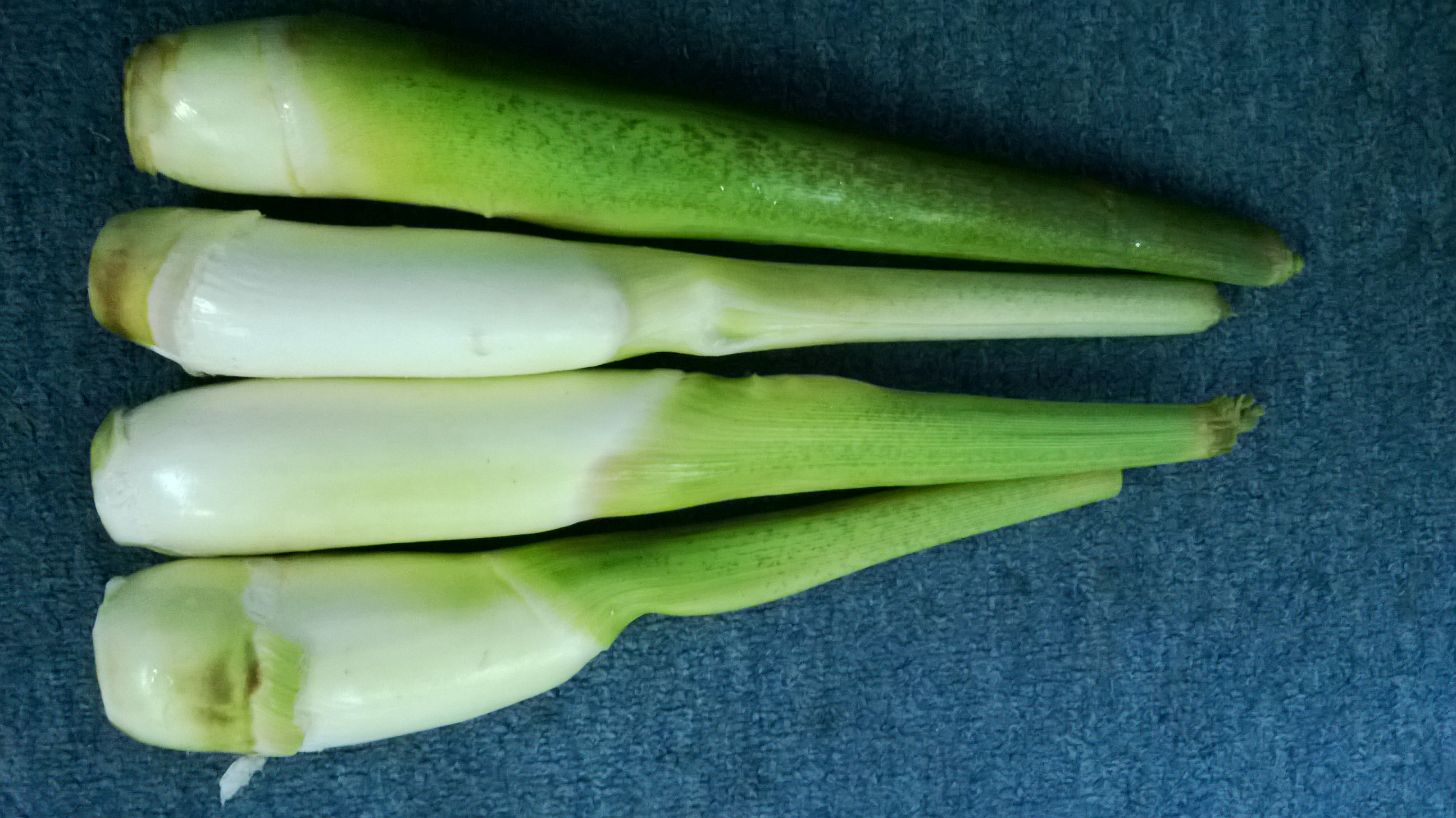
Củ niễng bán tại chợ Hà Nội, Việt Nam.
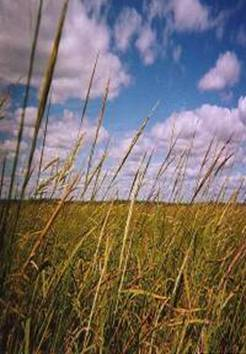
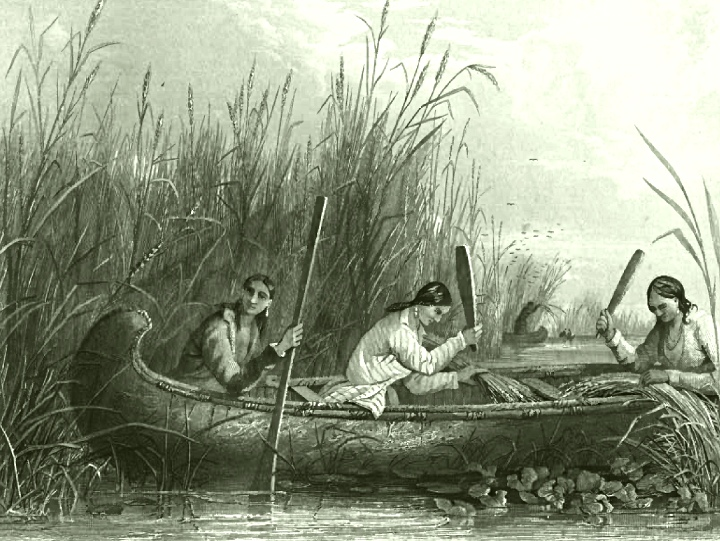
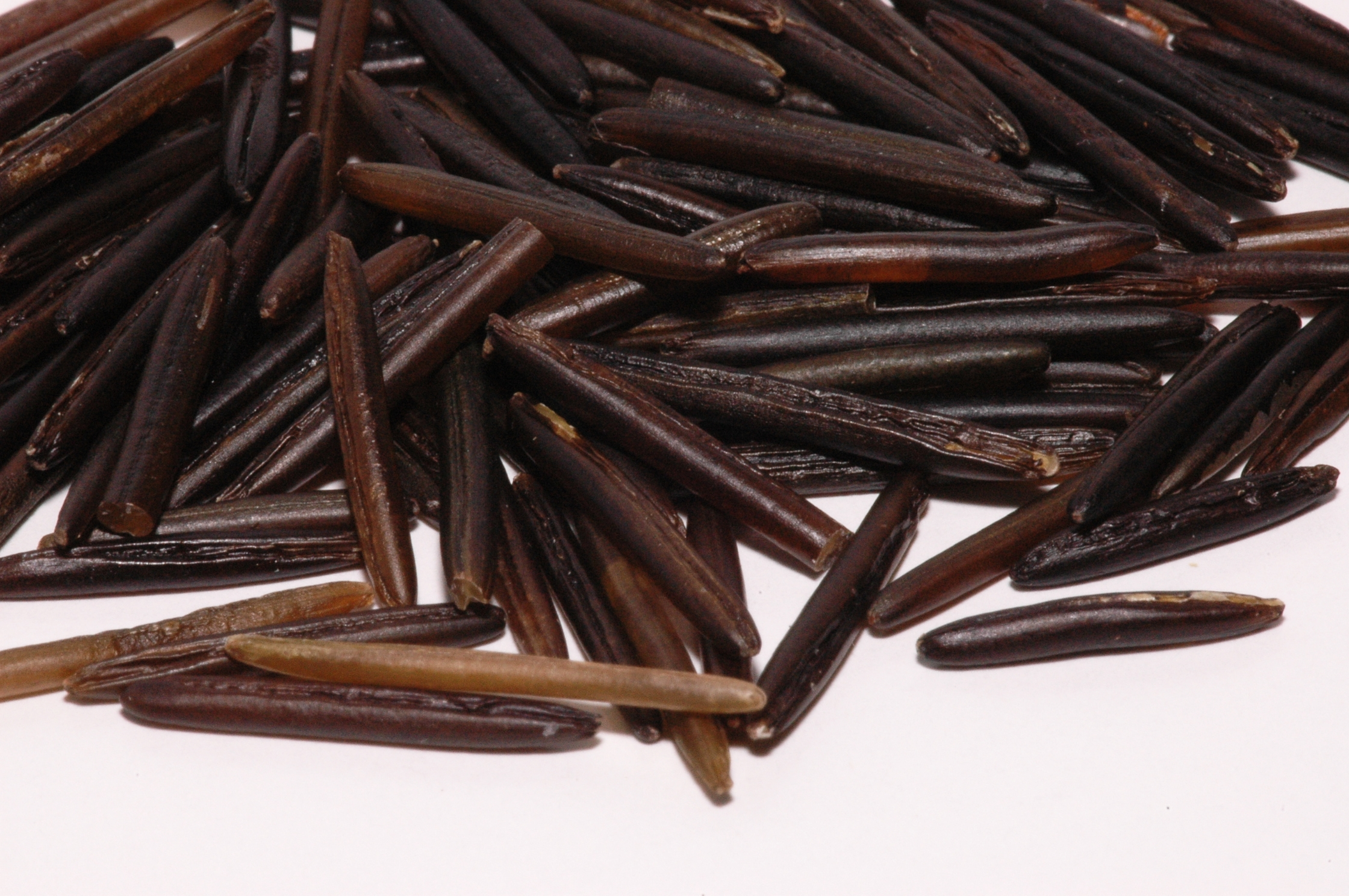